# Estádio Jonas Duarte
Estádio Jonas Duarte – wielofunkcyjny stadion położony w Anápolis w Brazylii. Stosowany jest głównie do meczów piłki nożnej przez trzy kluby AA Anapolina, Anápolis FC oraz Grêmio Esportivo Anápolis. Stadion może pomieścić 20 000 osób i został zbudowany w 1965 roku. Został nazwany na cześć Jonasa Ferreiry Alvesa Duarte, który był burmistrzem Anápolis w 1950 roku i był wicegubernatorem stanu Goiás w 1954 i 1955 roku.

## Historia[3]
Stadion został otwarty w dniu 10 kwietnia 1965 roku. W meczu inauguracyjnym São Paulo pokonał Anápolis 4-1. Pierwszym zdobywcą bramki na stadionie był Paraná, gracz São Paulo.
Rekord frekwencji wynosi 17 800 osób. Ustanowiony został w dniu 15 września 1981 roku, podczas meczu Anapolina Anápolis i Corinthians Paulista (remis 1-1).